# Ann Petersen
Pour les articles homonymes, voir Petersen.
Ann Petersen est le nom de scène de l'actrice belge Annie Peeters, née à Wuustwezel le 22 juin 1927 et morte à Opwijk le 11 décembre 2003.

## Biographie
Sa carrière débute en 1960 au Nederlandse Kamertoneel, et elle restera affiliée pendant plus de trente ans au théâtre royal flamand de Bruxelles.
Sa carrière commence à la télévision sur la BRT avec les séries Kapitein Zeppos (1964), Wij, Heren van Zichem (1969), Slisse & Cesar (1977) ou De Paradijsvogels (1979). Mais c'est à partir de 1994 sur la VRT que le rôle de Jeannine De Bolle dans la série pour enfants Samson en Gert la rendra populaire en Flandre. Sa carrière télévisuelle a également eu du succès aux Pays-Bas où elle a joué dans In voor- en tegenspoed sur la VARA en 1991 et dans In de Vlaamsche Pot en 1992 sur Veronica. Sa filmographie ne se limite cependant pas aux séries télévisées. Elle a également tourné dans des longs-métrages. Son rôle plus le important reste Yvonne, la directrice du home, aux côtés de Claude Jade et Jacques Perrin dans La Fête à Jules (1973) de Benoît Lamy.    
Peu connue en francophonie[réf. nécessaire], elle a tout de même joué en français dans quelques films de cinéma et de télévision.
De 1996 jusqu'à sa mort en 2003, elle a incarné Florke Bomans dans la série télévisée Thuis.

### Mort
Ann Petersen meurt d'un diabète.

## Filmographie partielle
- 1962 : De Ordonnans de Charles Frank
- 1971 : Mira de Fons Rademakers : la logeuse
- 1973 : La Fête à Jules de Benoît Lamy : la directrice du home
- 1977 : Jambon d'Ardenne de Benoît Lamy
- 1979 : Kasper in de onderwereld : l'épouse du président
- 1983 : Secret diplomatique (série télévisée)
- 1987 : Hector de Stijn Coninx
- 1989 : Le Retour d'Arsène Lupin (série télévisée)
- 1990 : Koko Flanel, de Stijn Coninx
- 1990 : Boom Boom, de Rosa Vergés
- 1990 : Le Sacrement (Het sacrament) de Hugo Claus
- 1995 : Manneken Pis de Frank Van Passel
- 1998 : À la recherche du passé (Left Luggage), de Jeroen Krabbé
- 2001 : Pauline et Paulette de Lieven Debrauwer